# خسائر غير مبلغ عنها
يشير مصطلح «خسائر غير مبلغ عنها» أو «مطالبات غير مبلغة» (بالإنجليزية: Incurred but not recorded)‏ أو IBNR اختصاراً، إلى المبالغ المستحقة على المُؤمِّن لصالح أصحاب المطالبات المغطاة والتي لم يبلّغ عنها بعد. ولأنَّ المُؤمِّن لا يعلم الكَمَّ أو الحدّة لهذه المطالبات فإنها تكون بالضرورة تقديرية. مجموع المطالبات غير المبلغ عنها والمطالبات التي تم التبليغ عنها يعطي ناتجاً تقديرياً لمجموع المطالبات المتحملة التي سيغطيها المُؤمِّن، والمعروفة بالخسائر النهائية.

## IBNR و IBNER
مصطلح IBNR مبهم أحياناً، حيث أنه لا يكون دائماً واضحاً في ما إذا كان يتضمن التطورات على المطالبات المبلغ عنها أم لا.
يشير مصطلح خسائر غير مبلغ عنها -الصَرْف- (IBNR) إلى الخسائر غير المبلغ عنها فقط، دون اعتبار للتطورات الطارئة على المطالبات المبلغ عنها.
على النقيض منه يشير مصطلح خسائر غير مبلغ عنها بالكامل (IBNER) إلى التطورات الحاصلة على الخسائر المبلغ عنها. على سبيل المثال، عندما يتم الإبلاغ عن خسارة لأول مرة قد يتم دفع مبلغ 100$ وإنشاء احتياطي للحالة بـ900$، بما مجموعه 1000$ مبدئياً. إلا أنه من الممكن أن يتم تسوية المطالبة لاحقاً بمبلغ أكبر، ما ينتج عنه دفع مبلغ 2000$ من المُؤَمِّن إلى الجهة المطالبة لإغلاق المطالبة. إن القيمة التقديرية لهذا التطور المستقبلي على الخسارة المبلغ عنها يعرف بالخسارة غير المبلغ عنها بالكامل (IBNER).
في بعض الحالات يشير مصطلح (IBNR) إلى الخسائر غير المبلغ عنها فقط؛ وفي حالات أخرى يفترض أنه مجموع «الخسائر غير المبلغ عنها» و «خسائر غير مبلغ عنها بالكامل».